# Weltraumtruppen

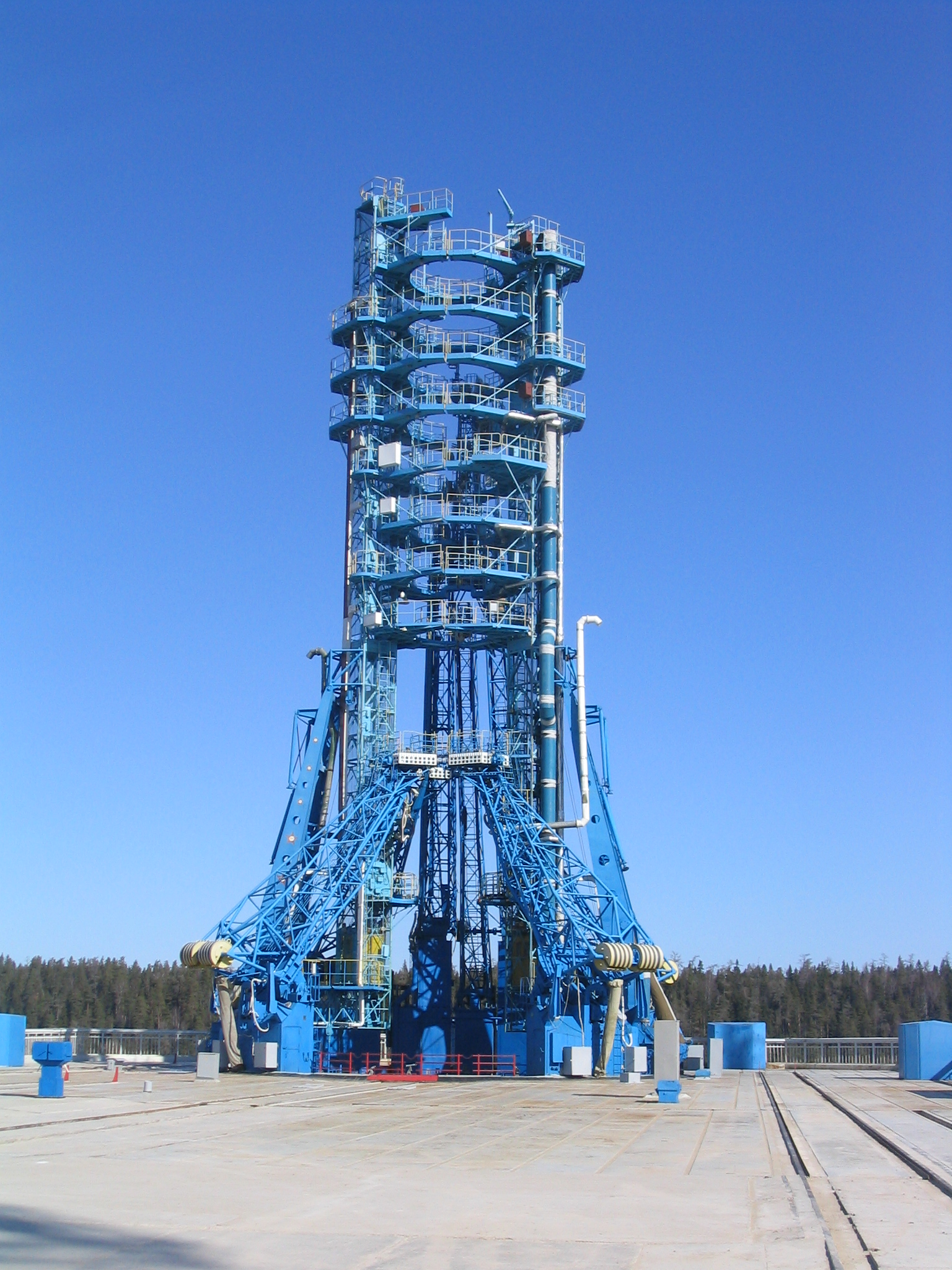
Startvorrichtung in Plessezk

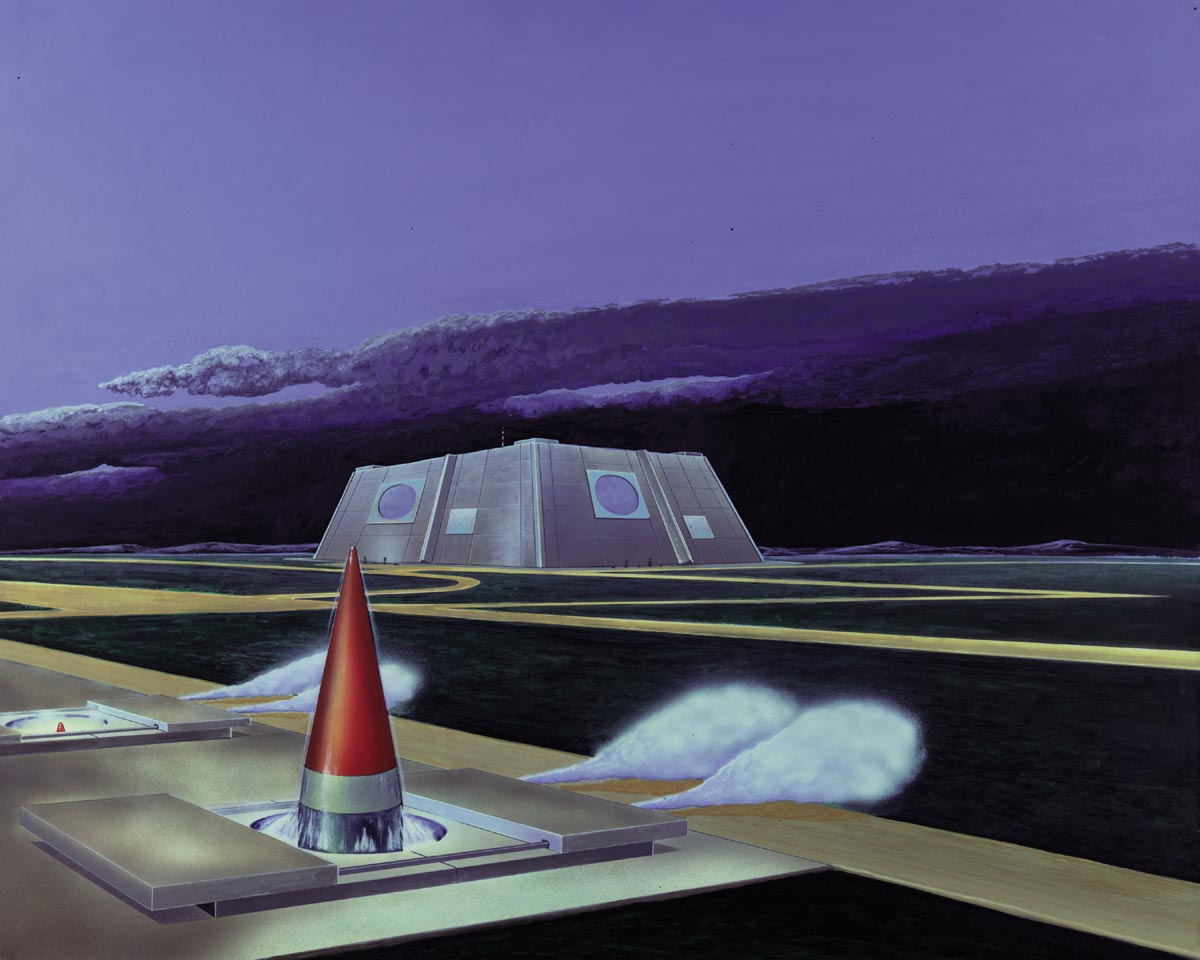
Illustration des Raketenabwehrsystems A-135 bei Puschkino

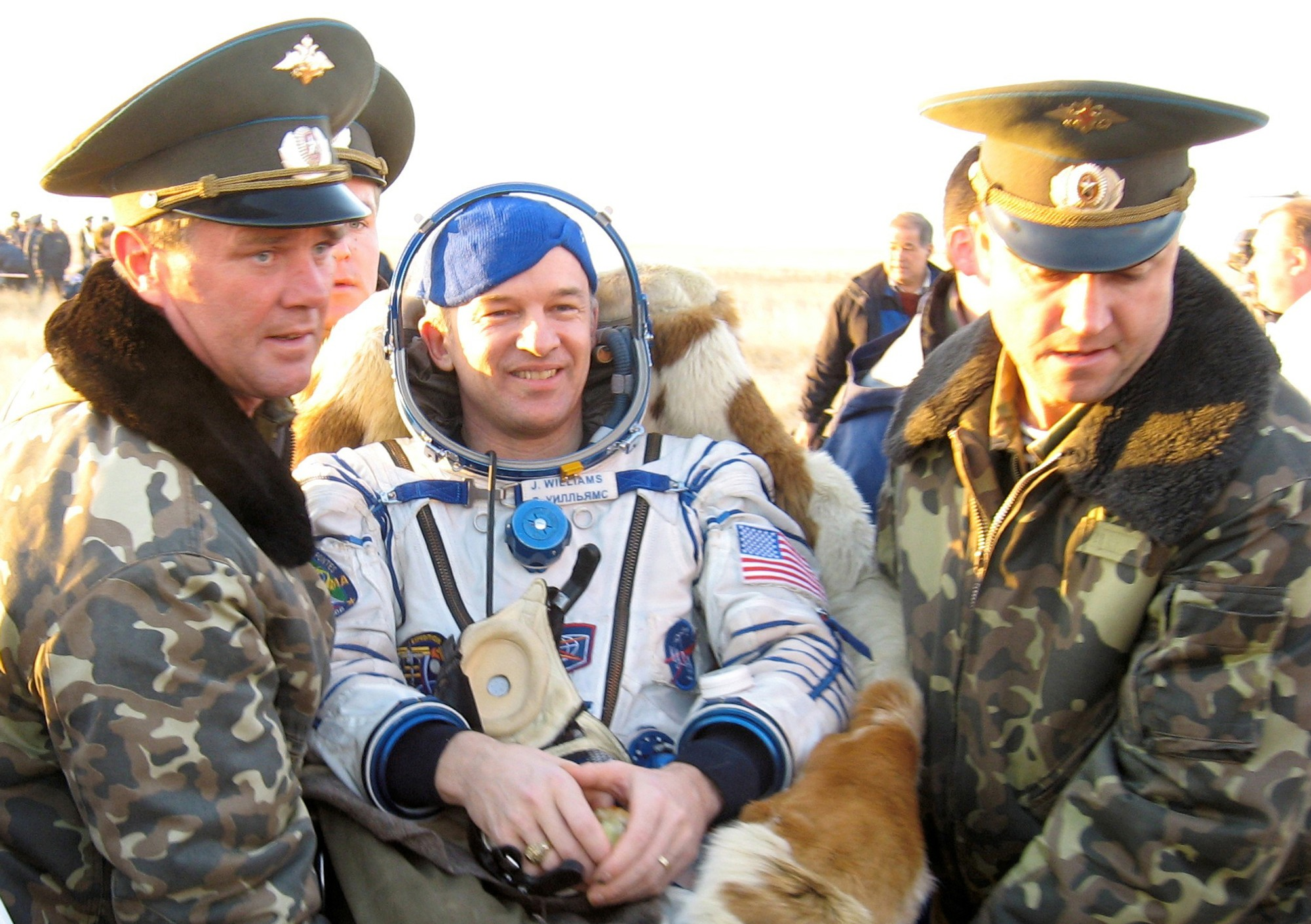
Offiziere der russischen Raumstreitkräfte und ein amerikanischer Astronaut, Baikonur 2006.

Die Weltraumtruppen (russisch Космические войска России, seit 2011 Войска воздушно-космической обороны) sind eine Truppengattung der russischen Streitkräfte. Sie betreiben die Frühwarnung und Abwehr ballistischer Raketen sowie den Start und Betrieb militärischer Satelliten, inklusive des Navigationssystems GLONASS.
Der 4. Oktober, der Jahrestag des Starts des ersten künstlichen Erdsatelliten Sputnik, wird als Tag der Weltraumtruppen begangen.

## Geschichte
Die russischen Weltraumstreitkräfte wurden am 10. August 1992 parallel zur Gründung der russischen Streitkräfte gegründet und waren die erste unabhängige Weltraumstreitkraft der Welt. Die Organisation teilte sich die Kontrolle über den Kosmodrom Baikonur mit Roskosmos, der russischen Raumfahrtagentur. Sie betrieb auch die zwei Weltraumbahnhöfe, Kosmodrom Plessezk und Swobodny.
Die russischen Weltraumstreitkräfte wurden jedoch im Juli 1997 aufgelöst und in die strategische Raketentruppen eingegliedert.
Nach der Auflösung der Sowjetunion wurden die Weltraumtruppen Russlands 1992 gegründet. Seit 1996 gibt es in Sankt Petersburg das Kadettenkorps der Weltraumtruppen Peter der Große für Schüler. Im Jahr 1997 wurden die Weltraumtruppen in die Strategischen Raketentruppen eingeordnet und 2001 wieder ausgegliedert.
Von 2001 bis 2010 feuerten die Weltraumstreitkräfte mehr als 200 Trägerraketen ab und brachten mehr als 250 Satelliten in die Umlaufbahn. Im Jahr 2010 verfügte Russland über rund hundert einsatzfähige Satelliten (40 militärische, 39 zivile, 21 Mehrzwecksatelliten).
Die russischen Weltraumstreitkräfte wurden am 1. Juni 2001 im Rahmen einer militärischen Reorganisation erneut als unabhängige Truppe reformiert. Im Dezember 2011 wurden sie jedoch erneut aufgelöst und dieses Mal durch die russischen Luft- und Weltraumkräfte ersetzt.
Am 1. August 2015 wurden die Weltraumtruppen mit der russischen Luftwaffe zur Teilstreitkraft der Luft- und Weltraumkräfte vereinigt.
Russland setzte im Jahr 2021 zu Test- und Demonstrationszwecken die Abfangrakete A-235 PL-19 Nudol gegen einen sowjetischen Satelliten namens Kosmos 1408 ein.

### Raketen- und Weltraumabwehrtruppen
Im Juli 1973 wurde die 2. Division für Weltraumbeobachtung (ru. 2-я Дивизия разведки космического пространства (2-я дРКП)) mit Hauptquartier in Serpuchow-15, dem 145. Zentrum für Weltraumkontrolle und dem 1069. Kommandozentrum (beide in der geschlossene Militärstadt Noginsk-9, östlich von Moskau), der 46. Separate Radiotechnische Knotenpunkt in Mischeljowka, Oblast Irkutskaja gegründet. Darauf folgte der 49. Separate Radiotechnische Knotenpunkt in der geschlossenen Militärstadt Balkhasch-9, Kasachstan.
Im Jahr 1965 begann der Aufbau eines Weltraumkontrollsystems (ru. Система контроля космического пространства (ЦККП)). Das Hauptquartier wurde in der geschlossenen Militärstadt Noginsk-9 östlich von Moskau errichtet. Am 7. Oktober 1965 erhielt die Einheit die Bezeichnung Militäreinheit 28289 (ru. в/ч 28289). Am 1. Oktober 1966 wurde die Einheit durch eine Anweisung des Generalstabs in die 45. Division für Weltraumkontrolle (ru. 45-я Дивизия контроля космического пространства) der Luftverteidigungsstreitkräfte umgewandelt.
1992 wurden die Raketen- und Weltraumabwehrtruppen (ru. Войска противоракетной и противокосмической обороны) der Luftverteidigungsstreitkräfte in Raketen- und Weltraumabwehrtruppen (ru. Войска ракетно-космической обороны) umbenannt.
Die ersten Raumeinheiten (heute die strategische Raketentruppen) wurden 1955 als Teil der Artillerie der Reserve des Oberkommandos (RVGK) gebildet, als auf Erlass der Regierung der Sowjetunion beschlossen wurde, eine Forschungseinrichtung aufzubauen, die später zum Kosmodrom Baikonur wurde.
1997 wurden die Raketen- und Weltraumabwehrtruppen und die militärischen Weltraumtruppen den strategischen Raketentruppen unterstellt. Nach Ansicht einiger Experten war die Zusammenlegung der Weltraumtruppen und der Raketen- und Weltraumabwehrtruppen und ihre Unterstellung unter die strategischen Raketentruppen ein Fehler, der die russische Armee daran hinderte, weltraumgestützte Fähigkeiten zu entwickeln.
Am 1. Juni 2001 wurden die Raketen- und Weltraumabwehrtruppen und die militärischen Weltraumtruppen von den Strategische Raketentruppen abgetrennt und in separate Weltraumtruppen umgewandelt, die direkt dem Generalstab unterstanden. Generaloberst Anatoli Perminow wurde zum Leiter der neuen Weltraumstreitkräfte ernannt. Ihm folgten 2004 General Wladimir Popovkin und 2008 General Oleg Ostapenko bis zur Auflösung im Jahr 2011.

## Einheiten

### 3. Armee zur Raketen- und Weltraumverteidigung (2002)
- 1. Division zur Warnung vor Raketenangriffen – Hauptquartier: Solnetschnogorsk
- 9. Division zur Raketenabwehr – Hauptquartier: Sofrino
- 45. Division der Weltraumkontrolle – Hauptquartier: Noginsk

### 15. Armee der Luft- und Weltraum-Streitkräfte (2018–heute)
- Hauptzentrum für Erprobung im Kosmos (ru. Главный испытательный космический центр им. Г.С. Титова),
- Hauptzentrum zur Frühwarnung vor Raketenüberfall (ru. Главный центр предупреждения о ракетном нападении),
- Hauptzentrum zur Lageaufklärung im Weltraum (ru. Главный центр разведки космической обстановки).

## Kommandeure
- Anatoli Perminow (1992–2004)
- Wladimir Popowkin (2004–2008)
- Oleg Ostapenko (2008–2012)
- Alexander Golowko (seit 2012)

## Struktur

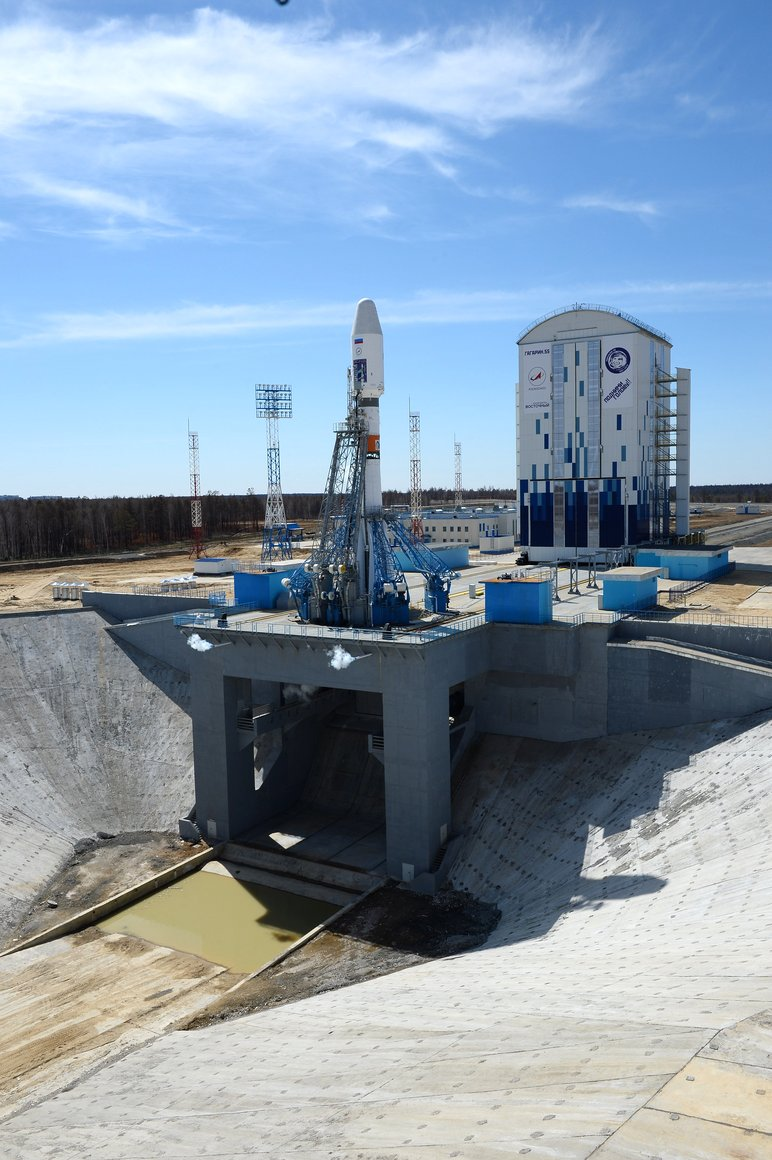
Startvorrichtung in Wostotschny

Die Hauptaufgaben der russischen Weltraumstreitkräfte sind die möglichst frühzeitige Information der höheren politischen Führung und der militärischen Befehlshaber über Raketenangriffe, die Abwehr ballistischer Raketen sowie die Entwicklung, Stationierung, Wartung und Kontrolle von Raumfahrzeugen im Orbit, wie dem neuen Aufklärungssatelliten Persona. Die Weltraumstreitkräfte betreiben beispielsweise das globale Ortungssystem GLONASS. Der Kommandeur der Weltraumstreitkräfte, Generaloberst Vladimir Popovkin, sagte im Januar 2006, dass bis 2008 18 GLONASS-Satelliten im Orbit sein würden. Im Oktober 2010 wurde das System voll einsatzfähig.
Zu den Formationen der Weltraumstreitkräfte gehörten die 3. Raketen-Weltraum-Abwehrarmee und eine Division zur Warnung vor Raketenangriffen, beide mit Hauptquartier in Solnetschnogorsk bei Moskau. Zu den Anlagen und Vermögenswerten gehören die Radarstation Hantsavichy in Weißrussland sowie eine Reihe anderer großer Warnradare und das Anti-Raketensystem A-135, das Moskau schützt, sowie das Flugabwehr-Lasersystem Pereswet, das vor strategische Raketen schützt.
In der Nähe der Stadt Nurak in Zentral Tadschikistan gibt es eine optische Verfolgungsanlage, den Okno-Komplex, der zur Überwachung von Objekten im Weltraum bestimmt ist. Der Okno-Komplex ist in der Lage, Objekte 40.000 Kilometer von der Erde entfernt zu verfolgen, sagten die Weltraumstreitkräfte, als er 2002 in Dienst gestellt wurde. Die Anlage umfasst teleskopartige Geräte, die in mehreren großen Kugeln untergebracht sind, ähnlich dem US-amerikanischen Space Surveillance System.

### Stützpunkte
- Russland
  - Kosmodrom Plessetzk
  - Kosmodrom Wostotschny
- Kasachstan
  - Kosmodrom Baikonur
  - Radiotechnischer Knotenpunkt Saryschagan in Prioziorsk